# 善龍寺 (柏市高柳)
善龍寺（ぜんりゅうじ）は、千葉県柏市にある天台宗の寺院。

## 歴史
創建年代は不明である。元々は県道8号線の向こう側の丘に位置していたが、火災に遭って現在地に移転したという。旧地には土塁などの遺構があるが、これは当寺の裏山にあった高柳城の遺構ともいわれている。高柳城と当寺の関係は不明である。
当寺の本尊は釈迦三尊である。天台宗では珍しいことから、当初は別宗派であった可能性がある。当寺裏山には釈迦如来の舟形石像があり、釈迦如来のために堂宇を建てたことを記念する文言が刻まれている。その年代が「延宝五年（1677年）」となっていることから、当寺が移転し、天台宗に転宗したのがこの年である可能性がある。

## 文化財
- 高柳・善龍寺の五葉松（柏市指定天然記念物）[2]

## 交通アクセス
- 高柳駅より徒歩19分。